# اپینگ (داکوتای شمالی)
اپینگ(به انگلیسی: Epping) شهری در ایالت داکوتای شمالی کشور ایالات متحده آمریکا است که جمعیت آن در سرشماری سال ۲۰۱۰ میلادی، ۱۰۰ نفر بوده‌است.